# Унгени
Унге́ни (рум. Ungheni, Унгень) — місто в Молдові, центр Унгенського району. 

## Географія
Розташоване на річці Прут за 107 км від Кишинева, 85 км від Бельц і за 45 км від Ясс. В Унгенах перебуває митниця на кордоні з Румунією. Залізнична станція Унгени є прикордонною між залізницями Молдови і Румунії.
Площа — 16,4 км². Висота над рівнем моря — 62 м.

## Історія
Перше згадування Унген зустрічається в указі Стефана III Великого, датованому 20 серпня 1462 року. 
Унгени стають містом і районним центром в 1940 році. З 29 червня 1972 року є містом республіканського підпорядкування МРСР.
Після 1945 року в місті починається значний приріст населення, розвивається легка, харчова (м'ясна, консервна, виноробна) промисловість, виробництво художньої кераміки, килимів і ін.; будується біохімічний завод.

## Населення
В 1991 році населення Унген становило 43 тис. жителів.

### Національність
Розподіл населення за національністю за даними перепису 2004 року:
| Національність   | Відсоток |
| ---------------- | -------- |
| молдовани/румуни | 88,92%   |
| українці         | 5,12%    |
| росіяни          | 3,79%    |
| болгари          | 0,14%    |
| гагаузи          | 0,07%    |
| інші             | 1,96%    |
| не визначилися   | 1,49%    |

## Культура і освіта
У цей час у місті працюють 4 ліцеї, 1середня школа, 2 початкові школи, 1 школа-інтернат, 5 дитячих садів, медичний коледж, 2 спортивні, музична й художня школи. Усього в навчальних закладах Унген навчаються 12 тис. дітей.
У місті функціонують 3 поліклініки, лікарня на 480 місць. Також працює Палац культури, Музей історії й етнографії, 5 бібліотек, будинок культури й кінотеатр із залом для глядачів на 710 місць і дискотекою.

## Визначні пам'ятки
- Меморіал полеглих в німецько-радянській війні за звільнення Унген від нацистської окупації
- Обеліск на честь воїнів 252-й дивізії, що брали участь у звільненні Унген в 1944 році
- Церква Олександра Невського, зведена на згадку про Російсько-турецьку війну 1877—1878 рр.
- Церква св. Миколи
- Залізничний міст через Прут, реконструйований в 1876 році знаменитим французьким інженером Густавом Ейфелем.

## Відомі унгенці
- Василе Василаке, письменник
- Борис Гельман, журналіст і письменник
- І. А. Л. Даймонд (справжнє ім'я Іцек Домнич), голлівудський сценарист, лауреат премії «Оскар» за стрічку «Квартира»
- Корнеліу Зеля Кодряну, глава вкрай-правої, антисемітської організації «Залізна Гвардія» у довоєнній Румунії, жив в Унгенах
- Мойше Меламед, письменник, народився в Унгенах
- Ієгуда-лейб Фішман (Маймон), суспільний діяч, був рабином в Унгенах
- Еуджен Карпов (1966) — молдовський дипломат і політик.